# Hamid Hassani

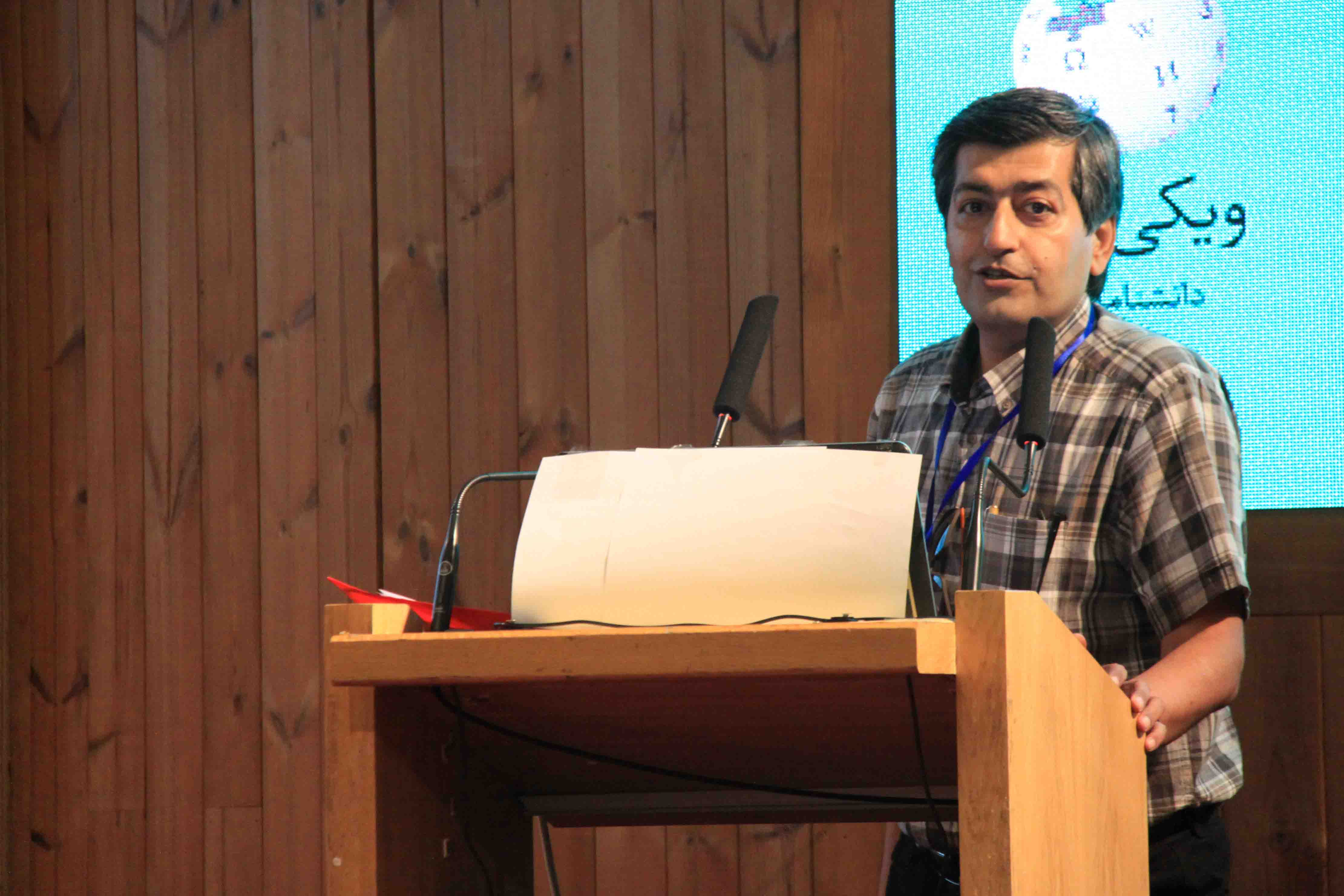
Hamid Hassani

Hamid Hassani (persisch حمید حسنی; geboren am 23. November 1968 in Saqqez, Kordestān, Iran) ist ein iranischer Sprachwissenschaftler und Lexikograph.

## Leben und Wirken
Hassani arbeitet als wissenschaftlicher Mitarbeiter an der Akademie der persischen Sprache und Literatur in Teheran.
Er beschäftigt sich vorwiegend mit der persischen Lexikographie, mit der Entwicklung von Wörterbüchern sowie der persischen Korpuslinguistik. Des Weiteren ist er auch Experte für persische, arabische und kurdische Prosodie.
Hassani hat sieben Bücher und um die 120 Aufsätze und Vorträge in persischer, arabischer und kurdischer Sprache veröffentlicht. Darunter sind auch Werke zur persischen Lexikographie und Spezial-Wörterbücher zu Frequenz und Konkordanz.
Er hielt drei internationale Vorlesungen, zwei davon in Englisch, eine im September 1997 an der Universität Oslo, eine weitere in Norwegen. Seine dritte internationale Vorlesung hielt er auf Persisch in Duschanbe, Tadschikistan im März 2006.